# 오오쿠 (2003년)
오오쿠(大奥, 2003년)는 후지테레비에서 제작 및 방송한 2003년판 오오쿠 시대극이다.

## 개요
2003년 6월 3일부터 8월 19일까지 방송했다. 매주 화요일 오후 7시 59분 ~ 8시 54분의 "화요시대극"에서 방송된 "슈퍼 사극 시리즈"로 제작되었다. 이 시리즈에서는 시대극 출연이 적은 배우진이 많이 기용되었으며, 이 작품에서도 칸노 미호, 이케와키 치즈루, 아사노 유코가 주연을 맡았다.
제1부 (1화~4화)는 아츠코와 타키야마의 불화, 제2부 (5화~10화)는 카즈노미야와 지츠죠인의 고부 갈등을 축으로 이야기가 구성되어, 이케와키 치즈루가 연기하는 쵸닌 출신 죠츄 마루가 이야기꾼을 맡았다.
작중에서는 코미디 릴리프로 와시오 마치코, 야마구치 카오리, 쿠보타 마키의 오쿠죠츄 트리오가 등장했으며, 특히 쿠보타가 연기하는 우라오의 대사인 "美味でございます〜"가 인기를 끌었다. 이들 3명은 같은 방송국의 드라마 『춤추는 대수사선』에서 유래해 "오오쿠 쓰리 아미고스"라 이름지어져, 무대판을 포함한 시리즈에 일관되게 등장하고 있다.
또, 1983년판에 출연(겸 나레이터)한 키시다 쿄코가 전과 같은 배역으로 등장했다.
최종화(11화)의 다음 주에는 특별편으로, "메이지편"이 방송되었고, 게다가 2004년 3월 26일에는 "오오쿠 스페셜 ~막부 말기의 여인들~"이 방송되었다.

### 캐스팅
링크가 없는 인물은 가공의 인물. ★은 "오오쿠 스페셜"에도 출연.
- 텐쇼인 아츠코 (시마즈 스미코) (이에사다의 정실) : 칸노 미호★ (1화~4화. 최종화. 메이지편)
- 타키야마 (오유) (오오쿠 소오토리시마리) : 아사노 유코★ (1화~4화, 6화~8화, 10화~메이지편)
- 마루 (아츠코 소속 코쇼. 후에 카즈노미야 소속 츄로) : 이케와키 치즈루
- 카즈노미야 (천황의 황녀. 이에모치의 정실) : 아다치 유미 (4화~메이지편)
- 토고 카츠아키 (사츠마번사. 아츠코의 정인) : 하라다 류지 ★(1화~4화. 최종화. 메이지편)
- 도쿠가와 이에사다 (13대 쇼군) : 키타무라 카즈키 ★(1화~4화. 메이지편)
- 류조 (승려) : 키타무라 카즈키 (7화, 8화 ,10화)
- 도쿠가와 이에모치 (14대 쇼군) : 카츠라야마 신고 (1화, 4화~10화. 메이지편)
- 이마오카 신노스케 (의사 견습) : 오카다 요시노리 (9화는 등장 안함)
- 하츠시마 (타키야마 소속 츄로) : 키무라 타에 ★(1화~8화. 메이지편)
- 쿠즈오카 (나가이가시라. 후의 지츠쇼인 소속 츄로) : 와시오 마치코 ★
- 요시노 (나가이. 후에 하츠시마 소속 츄로) : 야마구치 카오리 ★
- 우라오 (나가이. 하츠시마 소속 츄로) : 쿠보타 마키 ★
- 후지나미 (아츠코, 후의 지츠죠인 소속 츄로) : 코마츠 미유키 ★
- 쿠모이 (아츠코 소속 헤야카타, 후의 지츠죠인 소속 츄로) : 카타기리 하나코
- 마츠에 (카즈노미야 소속 여관) : 쿠리타 요코 (5화~메이지편)
- 오소노 (오쿠죠츄. 후의 이에모치의 고나이쇼) : 미즈카와 아사미 (5화, 6화)
- 칸교인 (카즈노미야의 생모) : 오카 마유미 (5화)
- 이쿠시마 쇼고로 (가부키 배우) : 야마구치 마키야 (6화, 7화)
- 리쿠 (오하리코) : 마츠오 레이코 (9화)
- 스즈나미 (오하리코) : 사토 유키 (9화)
- 이이 나오스케 (다이로) : 쿠보타 히로카즈 (3화, 4화)
- 아베 마사히로 (로쥬) : 고우 시로 (2화)
- 시마즈 나리아키라 (사츠마번주) : 혼다 히로타로 ★ (1화~3화. 메이지편)
- 아리스가와노미야 타루히토 친왕 (황족. 카즈노미야의 전 약혼자) : 타쿠보 잇세이 (5화)
- 도쿠가와 요시노부 (15대 쇼군) : 야마자키 긴노죠 (10화, 11화)
- 키리노 토시아키 : 키노시타 호우카 (11화)
- 시마다야 여주인 (옷가게) : 야마다 미스코 (1화~4화)
- 키헤에 (마루의 아빠) : 아오노 토시유키 (1화~4화. 8화. 10화. 메이지편)
- 키쿠 (마루의 엄마) : 쿠레나이 만코 (1화~4화. 8화. 10화. 메이지편)
- 홋타 료안 (의사) : 야마다 메이쿄 ★ (3화~8화. 10화. 메이지편)
- 노토 : 우에다 코즈에 (5화~7화. 메이지편)
- 도쿠가와 이에요시 (12대 쇼군) : 타카하시 히로시 (9화)
- 도쿠가와 츠나요시 (5대 쇼군) : 미네 란타로 (9화)
- 타카츠카사 노부코 (츠나요시의 정실) : 사토 아야 (9화)
- 시마즈 타다타케 (아츠코의 아빠) : 모리시타 테츠오 (1화)
- 마츠센 (신노스케의 전쟁부상을 치료한 의사) : 마루무시 상점 이소베 키미히코 (11화)
- 무라세 (고유히츠) : 키시다 쿄코 (9화)
- 지츠죠인 : 노기와 요코 ★ (1화. 4화~8화. 10화~메이지편)